# Malužiná (potok)
Malužiná je nízkotatranský potok na horním Liptově, na území okresu Liptovský Mikuláš. Je to pravostranný přítok Boce, má délku 11 km a je vodním tokem IV. řádu. Protéká Malužinskou dolinou, v jejíž horní části se zachoval Malužinský tajch, dolní část má skalnatý charakter.

## Pramen
Pramení v Nízkých Tatrách, pod hlavním hřebenem pohoří v geomorfologickém podcelku Kráľovohoľské Tatry, na jihovýchodních svazích Vrbovce (1393,8 m n. m.) v nadmořské výšce přibližně 1195 m n. m.

## Popis toku
Od pramene teče na sever, na horním toku vytváří výrazný oblouk prohnutý na východ, přičemž zprava přibírá přítok z doliny Pod javorom a zleva přítok ze severního svahu Vrbovce. Na středním toku teče přechodně severozápadním směrem až k soutoku s Chorupnianským potokem zleva, odtud směřuje směrem na sever k soutoku s Hodrušou zprava. Na dolním toku už teče směrem na severozápad a přibírá pravostranné přítoky zpod Milkové a levostranné zpod Oleškové. Na okraji intravilánu obce Malužiná se vlévá do Boce.

## Geomorfologické celky
- Nízké Tatry
  - Kráľovohoľské Tatry (geomorfologický podsestava)
    - Priehyba (geomorfologická část)

## Přítoky
- Pravostranné: přítok vznikající severovýchodně od kóty 1432 m v hlavním hřebeni pohoří, přítok z doliny Pod javorom, přítok ze severozápadního svahu Kvasné (1424 m n. m.), krátký přítok z jihozápadního svahu Domárky (1463,9 m n. m.) , přítok z jihozápadního svahu Pavlové (1379,6 m n. m.), Hodruša, dva krátké přítoky z JZ úpatí Milkové (1 243,9 m n. m.), přítok z jižního svahu Milkové, přítok vznikající západně od Milkové, dva krátké přítoky pramenící jižně od kóty 1219,5 m
- Levostranné: přítok z jihovýchodního svahu Vrbovce, přítok ze severního svahu Vrbovce, Chorupnianský potok, dva přítoky z východních svahů Oleškové (1167 m n. m.), přítok ze severovýchodního svahu Oleškové

## Ústí
Do Boce se vlévá na okraji obce Malužiná, východo-jihovýchodně od jejího středu, v nadmořské výšce cca 738 m n. m.

## Obce
Neprotéká intravilánem žádné obce, teče hustě zalesněným a neobývaným územím NAPANTu v katastrálním území obce Malužiná.